# Kleinkunst-Igel
Der Kleinkunst-Igel war ein vom gleichnamigen Verein Kleinkunst-Igel e.V. in Buxtehude verliehener Preis für herausragende Kabarettisten und Liedermacher, er wird auch „Buxtehuder Kleinkunst-Igel“ genannt. Er bestand in der von Ruth Albrecht in Metall gestalteten Symbolfigur der Stadt Buxtehude, dem „Igel“, und war mit 2500 Euro dotiert.
Auch wenn der Kleinkunst-Igel nicht mehr verliehen wird, existiert der im Jahre 1972 (damals noch unter dem Namen „III. Programm“) gegründete und 1979 umbenannte Verein weiterhin und veranstaltet jedes Jahr zahlreiche Auftritte mit bekannten oder noch unbekannten Künstlern in Buxtehude. Im Sommer 2007 wurde Dörte Joost zur Vorsitzenden des Vereins gewählt.
Bisher zu Gast waren u. a.:
- Georg Schramm: Mephistos Faust. Freitag, 28. September 2001
- Alvaro Solar: Johan Padan entdeckt Amerika. Freitag, 26. Oktober 2001
- Mark Britton: Welcome to Britton. Mittwoch, 14. November 2001
- Tim Fischer: Walzerdelirium. Sonntag, 9. Dezember 2001
- Traute Römisch: Wunnertüten. Freitag, 18. Januar 2002
- Robert Kreis: Blitzlichter der Zeit. Donnerstag, 14. Februar 2002
- Mathias Richling: Das @ntwort. Donnerstag, 28. Februar 2002
- Arnulf Rating: Knapp daneben. Freitag, 22. März 2002
- Sissi Perlinger: Traumprogramm. Donnerstag, 17. Oktober 2002
- Andrea Bongers: Prinzessin von Barmbek. Donnerstag, 28. November 2002
- Queen Bee: Ich leg zu und Du baust ab. Donnerstag, 6. Februar 2003
- Dieter Nuhr: www.nuhr.de. Donnerstag, 27. Februar 2003
- Andreas Giebel: Vom Heben gezeichnet – ein Sherpa packt aus. Donnerstag, 6. März 2003
- Michael Quast: Hörsturz. Freitag, 21. März 2003
- Richard Rogler: Anfang offen. Freitag, 16. Mai 2003
- Volker Pispers: ...Bis neulich. Donnerstag, 9. Oktober 2003
- Bader-Ehnert-Kommando: Der Weihnachtshasser. Freitag, 19. Dezember 2003
- Arnulf Rating: alles prima. Freitag, 21. November 2003
- Irmgard Knef: Schwesterseelenallein. Freitag, 6. Februar 2004
- Ina Müller: Platt is nich uncool. Donnerstag, 22. Januar 2004
- Horst Schroth: Katerfrühstück. Donnerstag, 11. März 2004
- Uwe Steimle: Uns fragt ja keener. Donnerstag, 22. April 2004
- Barbara Thalheim: Insel sein. Freitag, 17. September 2004
- Habbe & Meik: The Best. Donnerstag, 7. Oktober 2004
- Ina Müller: Mien Tung is keen Flokati. Donnerstag, 11. November 2004
- Herrchens Frauchen: Best of Herrchens Frauchen. Freitag, 25. Februar 2005
- Uwe Steimle: Günther allein zu Haus. Donnerstag, 10. März 2005
- Thomas Reis: Gibt's ein Leben über 40?. Samstag, 9. April 2005
- Tim Fischer & Band: Yesterday once more. Freitag, 20. Mai 2005
- Georg Schramm: Thomas Bernhard hätte geschossen. Samstag, 17. September 2005
- Queen Bee: Abseits ist wenn keiner pfeift. Samstag, 24. September 2005
- Bodo Wartke: Achillesverse. Samstag, 28. Januar 2006
- Ganz Schön Feist: HÜA!. Samstag, 25. Februar 2006
- Dieter Hildebrandt: Ausgebucht. Samstag, 25. März 2006
- Thomas Freitag: Geld oder Gülle. Freitag, 5. Mai 2006
- Gardi Hutter: Die Souffleuse. Samstag, 7. Oktober 2006
- Traute Römisch: Kerle. Freitag, 17. November 2006
- Rolf Miller: Kein Grund zur Veranlassung. Samstag, 20. Januar 2007
- Horst Schroth: Nur die Größe zählt. Samstag, 3. Februar 2007
- Herbert Knebel: Ich glaub, mich holn'se ab. Freitag, 2. März 2007
- Trude träumt von Afrika. Samstag, 21. April 2007
- Richard Rogler: Ewiges Leben. Freitag, 11. Mai 2007
- Gayle Tufts: Miss Amerika. Freitag, 12. Oktober 2007
- Tim Fischer: Adam Schaf hat Angst. Sonntag, 2. Dezember 2007
- Hagen Rether: Liebe. Freitag, 25. Januar 2008
- Florian Schroeder: Du willst es doch auch. Samstag, 2. Februar 2008
- Arnulf Rating: Schwester Hedwigs allerschwerste Fälle. Samstag, 1. März 2008
- Heinrich Pachl: Vertrauensstörende Maßnahmen. Freitag, 18. April 2008
- Thomas Freitag: Die Angst der Hasen. Donnerstag, 18. September 2008